# Provincia della Baia di Milne
La  provincia della Baia di Milne  è una provincia della Papua Nuova Guinea appartenente alla Regione di Papua. La popolazione è di 276.512 persone (2011).

## Geografia antropica

### Suddivisioni amministrative
La provincia è suddivisa in distretti, che a loro volta sono suddivisi in aree di governo locale (Local Level Government Areas).
| Distretto                        | Capoluogo | Aree LLG                |
| -------------------------------- | --------- | ----------------------- |
| Distretto di Alotau              | Alotau    | Alotau Urban            |
| Distretto di Alotau              | Alotau    | Daga Rural              |
| Distretto di Alotau              | Alotau    | Huhu Rural              |
| Distretto di Alotau              | Alotau    | Makamaka Rural          |
| Distretto di Alotau              | Alotau    | Maramatana Rural        |
| Distretto di Alotau              | Alotau    | Suau Rural              |
| Distretto di Alotau              | Alotau    | Weraura Rural           |
| Distretto di Esa'ala             | Esa'ala   | Dobu Rural              |
| Distretto di Esa'ala             | Esa'ala   | Duau Rural              |
| Distretto di Esa'ala             | Esa'ala   | West Ferguson           |
| Distretto di Kiriwina-Goodenough | Kiriwina  | Goodenough Island Rural |
| Distretto di Kiriwina-Goodenough | Kiriwina  | Kiriwini Rural          |
| Distretto di Samarai-Murua       | Murua     | Bwanabwana Rural        |
| Distretto di Samarai-Murua       | Murua     | Louisade Rural          |
| Distretto di Samarai-Murua       | Murua     | Murua Rural             |
| Distretto di Samarai-Murua       | Murua     | Yaleyamba Rural         |